# Піччано
Піччано (італ. Picciano) — муніципалітет в Італії, у регіоні Абруццо,  провінція Пескара.
Піччано розташоване на відстані близько 140 км на північний схід від Рима, 55 км на схід від Л'Аквіли, 19 км на захід від Пескари.
Населення — 1375 осіб (2014).
Щорічний фестиваль відбувається першої неділі після Великодня. Покровитель — San Vincenzo Ferreri.

## Демографія
Населення за роками:

Станом на 1 січня 2023 року в муніципалітеті офіційно проживало 150 іноземців з 15 країн, серед них 14 громадян країн Євросоюзу та 7 громадян України.

## Сусідні муніципалітети
- Коллекорвіно
- Еліче
- Лорето-Апрутіно
- Пенне
- Читта-Сант'Анджело